# 格盧先科韋
49°12′49″N 37°46′55″E / 49.21361°N 37.78194°E
赫盧什琴科韋（烏克蘭語：Глущенкове）是位於烏克蘭東部的村莊，由哈爾科夫州伊久姆區的博罗瓦市镇負責管轄。該村始建於1680年，面積0.78平方公里，海拔高度113米，2001年人口36。